# 永忠
永忠（えいちゅう/ようちゅう、天平15年（743年） - 弘仁7年4月5日（816年5月5日））は、平安時代初期の日本の僧侶。俗姓は秋篠氏。

## 概略
京都の人。幼くして出家して奈良で経律を学ぶ。宝亀年間（770 - 780年）初めに入唐し、長安の西明寺などで学ぶ。同じころ留学していた最澄の世話をし、延暦24年（805年）に最澄とともに帰朝する。大同元年（806年）正月には度者2人を賜り、同年4月に律師、弘仁元年（810年）に少僧都、弘仁6年（815年）には大僧都に任ぜられる。また『元亨釈書』によれば、帰朝後、勅命により近江国滋賀韓崎にあった梵釈寺をつかさどった。嵯峨天皇が梵釈寺に御幸した際（弘仁6年）、永忠は自らの手で茶を煎じ奉っている。これが日本の記録に現れる最初の「茶事」である。その翌年に唐から持ってきていた「律呂旃宮の図」2巻、「日月の図」2巻、律管、塤（つちぶえ）を朝廷に献上し74歳で遷化した。著作に『五佛頂法訣』がある。